# 山内圭輔
山内 圭輔（やまうち けいすけ、1991年11月14日 - ）は、エルアンドエル・ビクターエンタテインメント株式会社に所属する日本の俳優である。

## 人物
- 身長 182cm、体重 64kg、靴 27．5cm、B:82/W:62/H90
- 資格 普通自動車、二輪車、応急救護
- 趣味 料理、ファッション、美容、映画、筋トレ
- 特技 短距離、野球、水泳(全種)、垂直跳び、アルティメット、ウィンタースポーツ
- 2016年4月1日付けでケイポイントから株式会社アバンセに移籍しその後エルアンドエル・ビクターエンタテインメントに移籍した。

## 出演

### 舞台
- 飯田家の最期（2011年6月28 - 7月2日、AQUA studio）B班
- Juliet（2012年9月26日 - 10月1日、AQUA studio ）C班
- Legend～風のなかの塵～（2013年1月23日 - 28日、Air studio）A班
- ホテルマジェスティック～戦場カメラマン澤田教一 その人生と愛～（2013年3月7日 - 17日、新国立劇場 中劇場 / 3月20日 - 24日、森ノ宮ピロティホール / 3月26日・27日、名鉄ホール）
- ミュージカル『テニスの王子様』2ndシーズン - 石田銀 役
  - 青学vs四天宝寺（2013年12月19日 - 2014年3月2日、日本青年館 大ホール 他）
  - 全国大会 青学vs立海（2014年7月12日 - 9月28日、TOKYO DOME CITY HALL 他）
- 最後のサムライ（2015年3月4日 - 15日、天王洲 銀河劇場） - Wキャスト 小山良運 役
- Kiss Me You～がんばったシンプー達へ～（2015年5月20日 - 24日、全労済ホール/スペース・ゼロ） A班
- ちっちゃな英雄（ヒーロー）（2015年11月16日 - 12月24日、サンリオピューロランド内） - Team Star ロベルト役
- ヴァルプルギスの夜（2016年4月17日 - 24日、シアターサンモール） - シグルズ 役
- 夏の夜の夢（2016年7月14日 - 18日、カメリアホール） - ディミートリアス 役
- インフェルノ（2016年9月3日 - 11日、シアターGロッソ） - クラウド 役
- RANPO chronicle【虚構のペルソナ】 （2016年11月9日 - 13日、シアターサンモール） - 主演
- 緋色八犬伝（2017年2月2日 - 5日、博品館劇場） - 犬田小文吾悌順役
- アイ★チュウ ザ・ステージ - 海部子規 役
  - アイ★チュウ ザ・ステージ（2017年8月25日 - 27日、サンケイホールブリーゼ / 9月6日 - 10日、サンシャイン劇場）
  - アイ★チュウ ザ・ステージ ～Stairway to Étoile～（2018年2月23日 - 3月1日、サンシャイン劇場）- 海部子規 役[1]
  - アイ★チュウ ザ・ステージ ～Le musee tricolore～（2022年5月19日 - 23日、シアター1010）[2]
  - アイ★チュウ ファイナルシーズンVol.2 〜Persona / Bal masque〜（2025年8月20日 - 24日〈予定〉、ところざわサクラタウン）[3]
- 僕のヒーロー願望（2017年10月18日 - 22日、コフレリオ新宿シアター）
- THE STAGE ラッキードッグ1 - ルキーノ・グレゴレッティ 役
  - first luck（2018年3月24日 - 30日、六行会ホール）[4]
  - first luck+（2018年6月30日 - 7月8日、シアターサンモール）[5][6]
  - Break Through（2019年7月31日 - 8月4日、草月ホール）[7][8]
  - Paradise Lost+（2022年8月26日 - 29日、飛行船シアター）
- 朗読劇「あっくんとカノジョ」～松尾真砂の日常～（2018年10月25日 - 10月26日、科学技術館サイエンスホール）- 窪村匠 役[9]
- BASARA外伝～KATANA 虹の話ー銀杏ー（2019年1月25日 - 28日、紀伊國屋ホール） - 鍋蔵 役
- 家庭教師ヒットマンREBORN! the STAGE -vs VARIA part I-（2019年6月14日 - 23日、シアター1010 / 6月27日 - 30日、柏原市民文化会館 リビエールホール） - Dr.シャマル 役[10]
- patisserie maison 3110 presents「おおばかもの～ふくらめ！私のイースト菌～」（2019年10月31日 - 11月4日、浅草花劇場）
- 攪拌（2021年7月13日 - 18日、日暮里d-倉庫） - 細木一成 役
- 舞台『一瞬の風になれ』（2021年10月20日 - 11月2日、かめありリリオホール 他） - 仙波一也 役[11]
- 月の金魚（2022年7月7日 - 10日、内幸町ホール） - 藤慶迅 役[12]

### イベント・その他
- 『ミュージカル『テニスの王子様』 春の大運動会2014』 （2014年4月26日、横浜アリーナ）  - 白組 石田銀 役
- 『ネルフェス2014in武道館』 （2014年11月7日、日本武道館）
- 『ミュージカル『テニスの王子様』コンサート Dream Live 2014』 - 石田銀 役（2014年11月15日-16日、神戸ワールド記念ホール/11月22日-24日 さいたまスーパーアリーナ）
- 『アメスタ「Limited Bar M」』（2015年2月12日）
  - 「プレミアム放送」（2015年2月12日）
- 『夏の夜の夢 スペシャルトークイベント』（2016年7月16日、カメリアホール）
- 『ニコニコ生放送「キャストサイズチャンネル」』（2016年7月27日）
- 『CLIE Summer Festival 2016 舞台「インフェルノ」公開直前イベント』（2016年8月27日、サンシャイン劇場）
- 『ニコニコ生放送キャストサイズチャンネル「じゅっきま！」』（2017年5月23日）
- 『ラジオ サタデードラマハウス美男子劇場「育ての叔父」』（2017年6月3日・10日・17日・24日）粟島五郎　役
- 『CLIE Summer Festival 2017　舞台「インフェルノ」ミニトーク&上映会イベント』（2017年7月8日、シアターＧロッソ）
- 「舞台アイ★チュウ ザ・ステージ直前稽古場放送」（2017年8月1日、ニコニコ生放送）
- 『アイ★チュウ ザ・ステージ×SHOWROOM』（2017年8月6日・15日、SHOWROOM）
- 『大志と理人の『じゅっきま!』～うりぼう合同集会～』（2017年10月9日、シダックスカルチャーホールA）【一部】
- 『LIVE!!アイ★チュウ ザ・ステージ～étincelle～』（2017年11月25日、ZeppTokyo） - ArS 海部子規 役
  - 『Live!!アイ☆チュウ ザ・ステージ〜les quatre saisons〜』（2018年7月16日、東京国際フォーラム ホールC） - ArS 海部子規 役
- 『Live!!!! アイ★チュウ ザ・ステージ～Éclat des fleurs～』（2023年2月18日 - 19日、新宿文化センター 大ホール）[13]

### 映画
- 『探偵はbarにいる』 （2011年9月公開）

### TV
- NTV 『リバウンド』 （2011年2月）
- EX 『アスコーマーチ』 （2011年5月）
- CX 『絶対零度』 （2011年7月）
- CX 『hunter』 （2011年11月）
- CX 『痛快TVスカッとジャパン』 （2015年1月）
- NTV 『世界ゼツミョー！宣言』 （2015年10月）

### CM
- 日本工学院八王子